# Condé-lès-Autry
Condé-lès-Autry je francouzská obec v departementu Ardensko v regionu Grand Est. V roce 2012 zde žilo 78 obyvatel.

## Poloha obce
Obec leží u hranic departement Ardensko s departementem Marne. Sousední obce jsou: Autry, Binarville (Marne), Cernay-en-Dormois (Marne), Lançon a Servon-Melzicourt (Marne).

## Vývoj počtu obyvatel
Počet obyvatel